# Benns Church
 (mars 2025).
Benns Church est une census-designated place située dans le comté d'Isle of Wight, dans l’État de Virginie, aux États-Unis. Lors du recensement de 2020, elle comptait 1 453 habitants.